# Diospyros rabiensis
Diospyros rabiensis là một loài thực vật có hoa trong họ Thị. Loài này được Breteler mô tả khoa học đầu tiên năm 1994.